# 金沢近江町郵便局

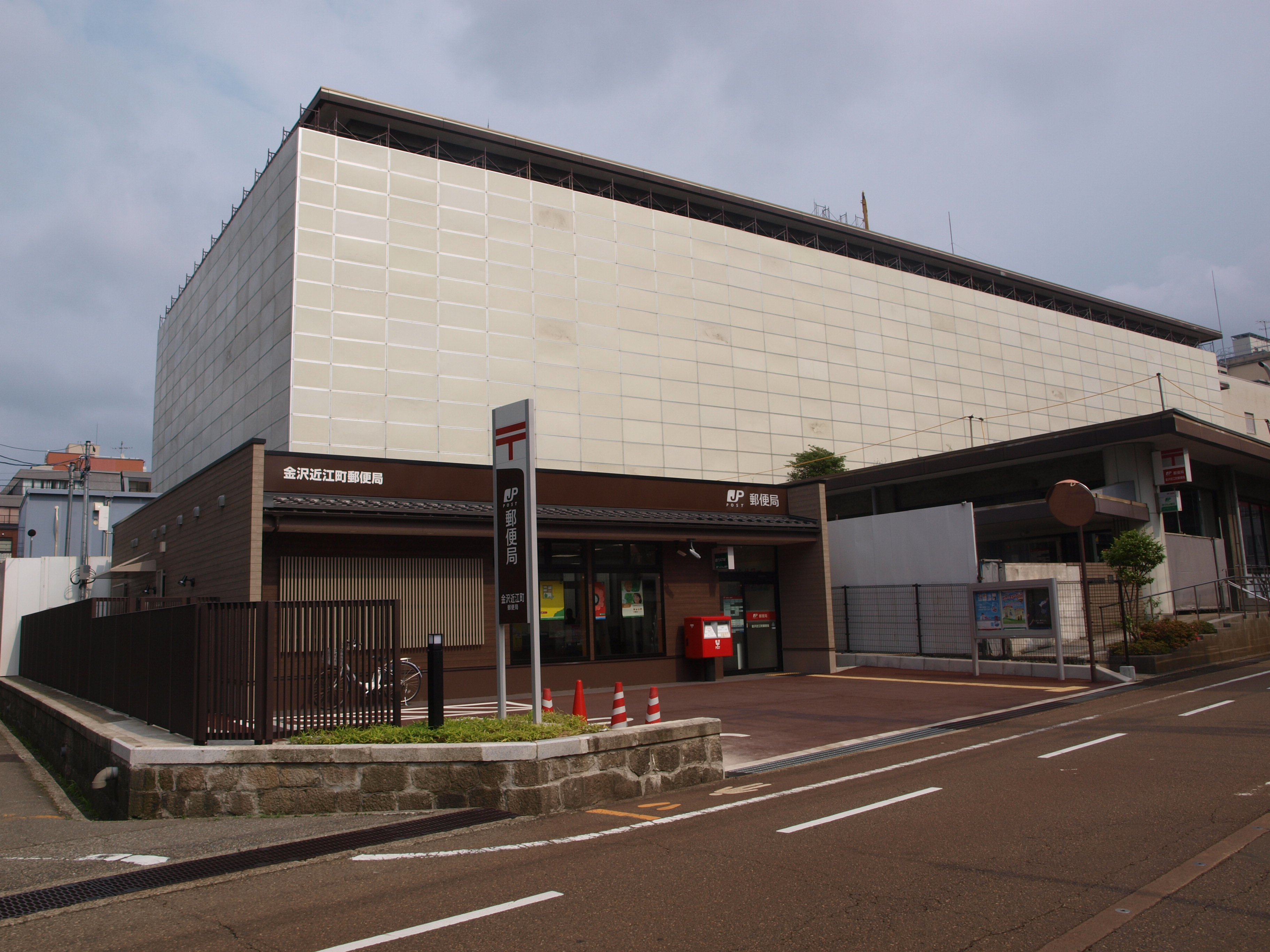
金沢近江町郵便局旧局舎(2014年〜2020年)

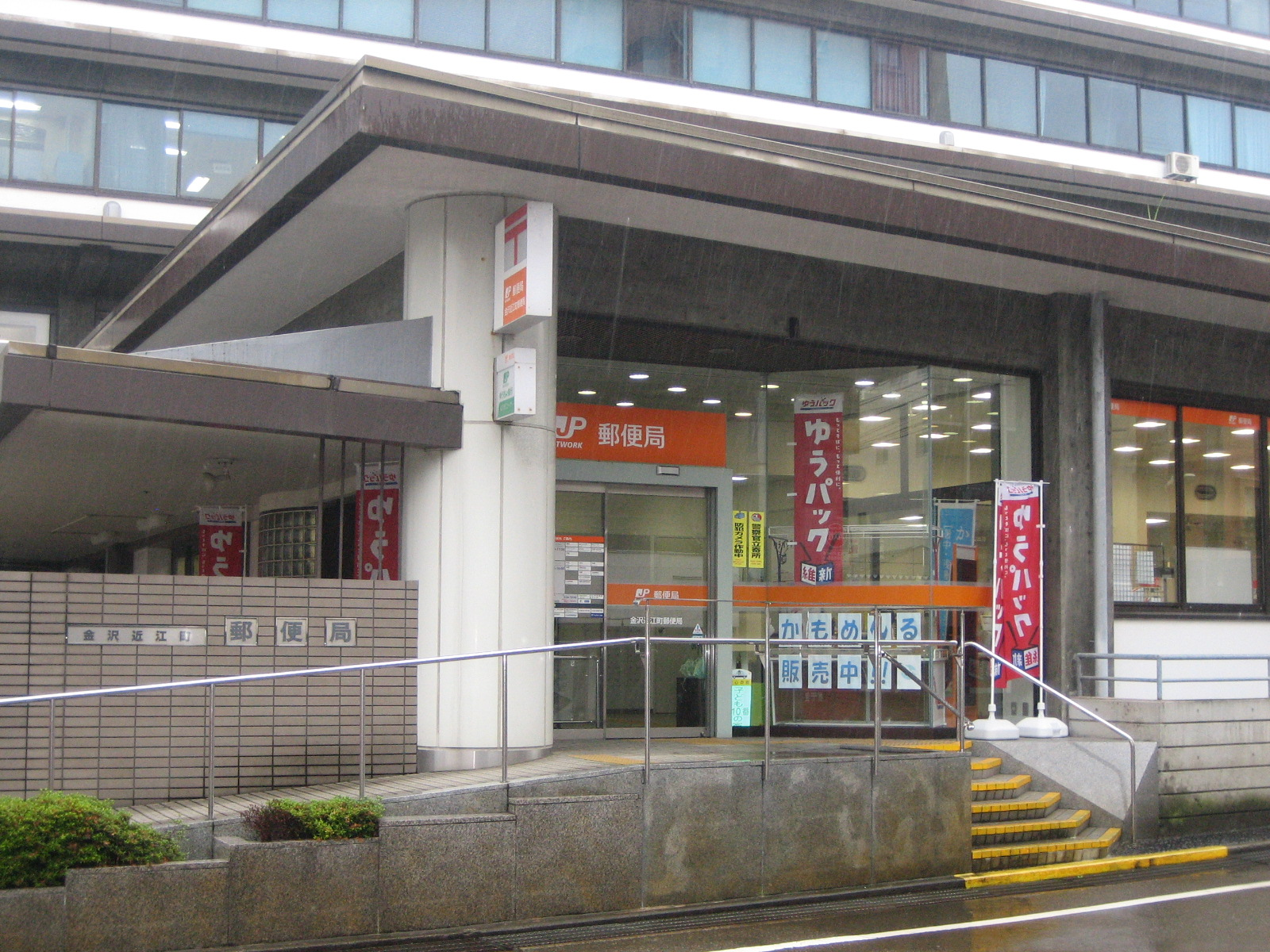
金沢近江町郵便局旧々局舎(〜2014年)

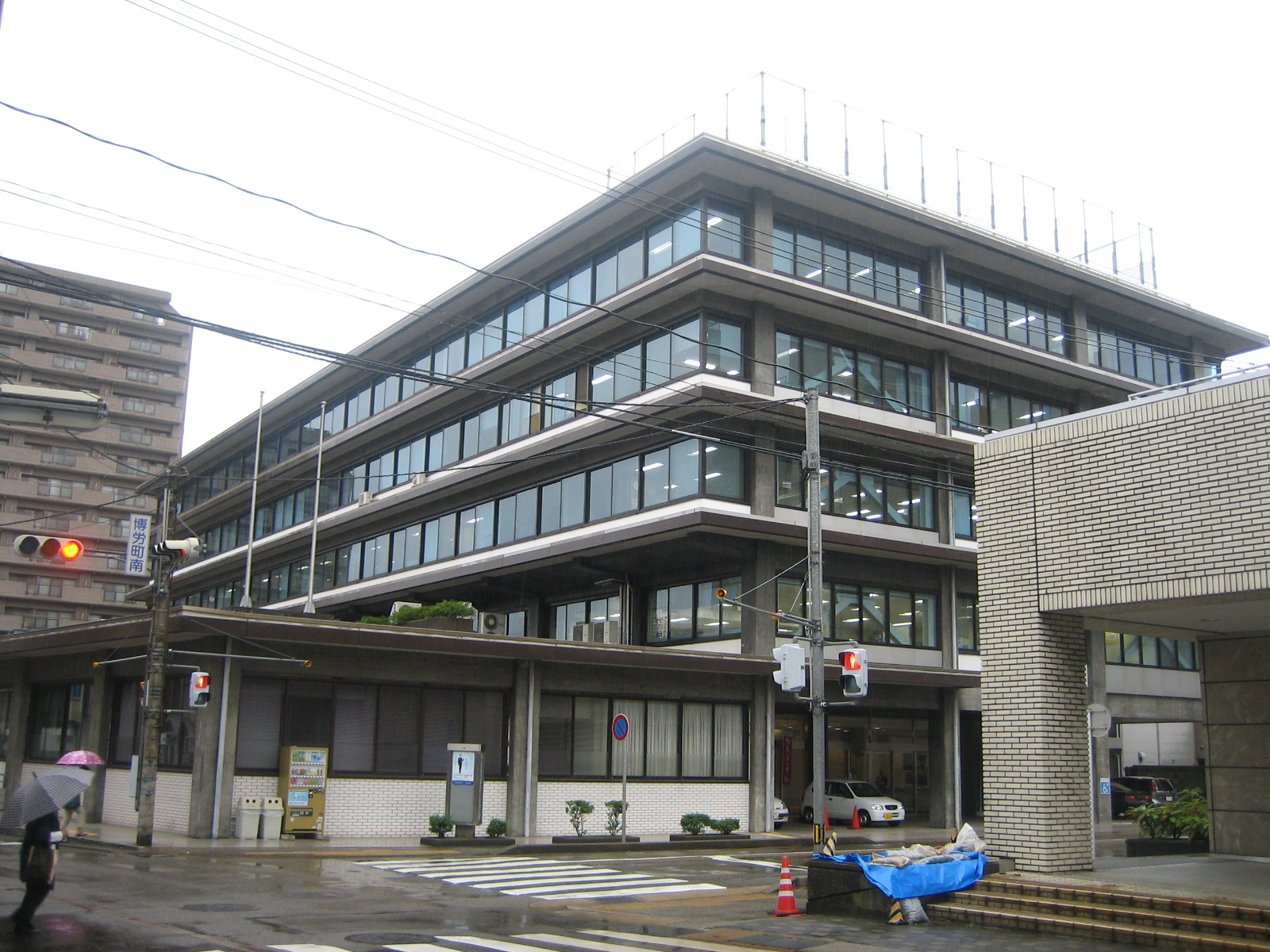
金沢近江町郵便局が入居していた日本郵政グループ金沢ビル（現在は解体済）

金沢近江町郵便局（かなざわおうみちょうゆうびんきょく）は、石川県金沢市尾張町1丁目にある郵便局である。民営化前の分類では無集配特定郵便局であった。

## 概要
かつては、日本郵政グループ金沢ビル（旧日本郵政公社北陸支社社屋、旧郵政省（郵政事業庁）北陸郵政局庁舎）1階に設置されていた。入居していた建物は2007年（平成19年）10月1日の民営化後、郵便局株式会社（現・日本郵便株式会社）が「日本郵政グループ金沢ビル」として所有、当局のほか日本郵便株式会社北陸支社、ゆうちょ銀行北陸エリア本部・石川地域センター、かんぽ生命保険金沢支店が入居していた。なお、ゆうちょ銀行金沢支店窓口は金沢中央郵便局に併設されている。
2014年（平成26年）、入居していた建物の老朽化に伴なって日本郵便株式会社北陸支社、ゆうちょ銀行北陸エリア本部・石川地域センター、かんぽ生命保険金沢支店が金沢上堤町ビル（清水建設株式会社が所有）に移転。当局は旧日本郵政グループ金沢ビルの敷地内に新築移転し、同ビルは閉鎖・解体され、駐車場となっていた。
その後2019年12月、2023年開業を目指してホテル開発が行われることが決まった ため、2020年4月に同地の局舎も閉鎖され、東に200m程の金沢市尾張町1-2-24の仮局舎に移転した。そして同ビル跡地に開発されたホテル、「ザホテル山楽 金沢」が2022年12月に開業するのに伴い、2023年1月に同ホテル内に移転した。

## 沿革
- 1938年（昭和13年）4月26日 - 開局。
- 1973年（昭和48年）10月8日 - 金沢長土塀（ながどへ）郵便局を、金沢市芳斎一丁目から同市尾張町一丁目に移転するとともに、北陸郵政局内郵便局に改称[9]。
- 2003年（平成15年）4月1日 - 公社化（日本郵政公社北陸支社の発足）に伴い、金沢近江町郵便局に改称。
- 2007年（平成19年）10月1日 - 民営化。
- 2012年（平成24年）10月1日 - 日本郵便株式会社発足。
- 2014年（平成26年）11月17日 - 金沢市尾張町1-1-7に新築移転[1][2]。
- 2020年（令和02年）4月13日 -　金沢市尾張町1-2-24に仮移転[10][11]
- 2023年（令和05年）1月30日 - 金沢市尾張町1-1-1「THE HOTEL SANRAKU KANAZAWA」1階に移転[7][8]。

## 取扱内容
- 郵便、印紙、ゆうパック、内容証明
- 貯金、為替、振替、振込、国際送金、国債、投資信託
- 生命保険、バイク自賠責保険
- 地方公共団体事務（金沢市ごみ処理券の販売）
- ゆうちょ銀行ATM
- 風景印

## 周辺
- ゆうちょ銀行金沢貯金事務センター
- 金沢城
- 金沢地方裁判所
- 金沢家庭裁判所
- 名古屋高等裁判所金沢支部
- NHK金沢放送局
- 近江町市場

## アクセス
- 西日本ジェイアールバス・北鉄バス 尾張町バス停下車。
- 北陸自動車道 金沢西ICから東へ、金沢東ICから南へそれぞれ約5km。
- 駐車場あり：2台